# Chaplin som Pantelaaner
Chaplin som Pantelaaner er en amerikansk stumfilm fra 1916 af Charles Chaplin.

## Medvirkende
- Charles Chaplin.
- Henry Bergman.
- Edna Purviance.
- John Rand.
- Albert Austin